# Округ Скот (Арканзас)
Округ Скот (енгл. Scott County) је округ у америчкој савезној држави Арканзас. По попису из 2010. године број становника је 11.233. Седиште округа је град Waldron.

## Демографија
Према попису становништва из 2010. у округу је живело 11.233 становника, што је 237 (2,2%) становника више него 2000. године.
| Група             | 2000.         | 2010.         |
| Белци             | 9.953 (90,5%) | 9.587 (85,3%) |
| Афроамериканци    | 25 (0,2%)     | 53 (0,5%)     |
| Азијати           | 105 (1,0%)    | 384 (3,4%)    |
| Хиспаноамериканци | 628 (5,7%)    | 782 (7,0%)    |
| Укупно            | 10.996        | 11.233        |